# Seu Coração Vai Aprender o Que É Paixão
1. REDIRECIONAMENTO Discografia de Calcinha Preta